# ハイチ料理

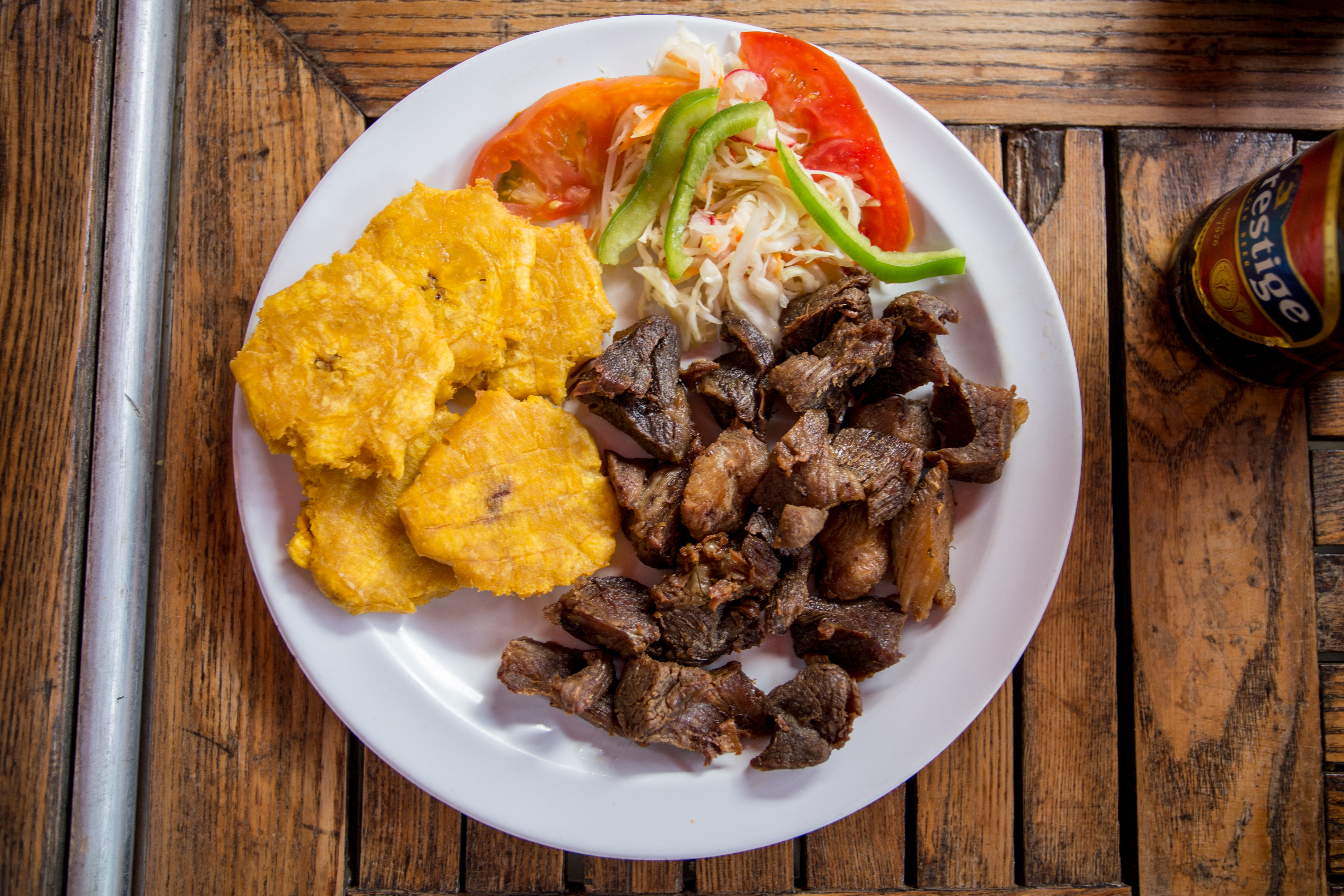
グリオッツとバンナン・ペゼ

ハイチ料理（ハイチりょうり、フランス語: cuisine haïtienne, ハイチ語: kizin ayisyen）は、カリブ海にある国ハイチの料理である。
1492年コロンブスがイスパニョーラ島に到達して以来スペイン領だったハイチは、17世紀半ば頃からフランスによる植民が始まり、フランス人によって多くの黒人奴隷がアフリカから連れて来られた。これにより、ハイチの料理はフランスとアフリカの料理の影響を強く受けている。

## 特徴
主食は米。コーンミール（粗挽きのトウモロコシ粉）を用いた料理も多い。フランス領だったことから、フランス料理と西アフリカの料理の影響を受け、この2つが融合したクレオール料理が生まれた。ロールキャベツやキビなど、歴史的シリア地方からの移民による、レバノン料理の影響も見られる。煮込み料理やソースを使った料理が多く、辛い味の料理は少ないが、ピーマン・ブークと呼ばれる唐辛子（カプシクム・キネンセ Capsicum chinense）の1品種から作ったホットソースが煮込み料理の調味に使われる。トロピカルフルーツなどの果物を使った料理も多い。

## 代表的な食材
- 米 (diri)
- 豆 (pwa)
  - いんげん豆（pwa）
  - エンドウマメ（pwa frans）
  - キマメ（pwa congo、Cajanus cajan）
- プランテン（bannann）：料理用バナナ
- バナナ (fig)
- マランガ芋 (malanga)：タロイモの一種で、カリブ海諸国や中央アメリカではポピュラーな食材
- マニオク（manioc）：キャッサバ
  - タピオカ
- トウモロコシ (mayi)
  - コーンミール (farin mayi)
- パイナップル (nana)
- マンゴー (mango)
- グレープフルーツ (chadek)
- ココナッツ (kokoye)
- アーモンド (zanmann)
- ジョンジョン - マンゴーの木の下のみに生えるナヨタケ科ナヨタケ属 Psathyrella[要出典]のキノコ。“カリブのトリュフ”と言われ、乾燥ジョンジョンの戻し水を使ったピラフは真っ黒になる。
- ピーマン・ブーク (pimen bouk): 唐辛子（カプシクム・キネンセ）の一品種。
- エバミルク (let evapore) 冷蔵庫が普及しておらず停電が多いため、牛乳の代用品として缶詰のエバミルクがよく使われる。

## 代表的な料理

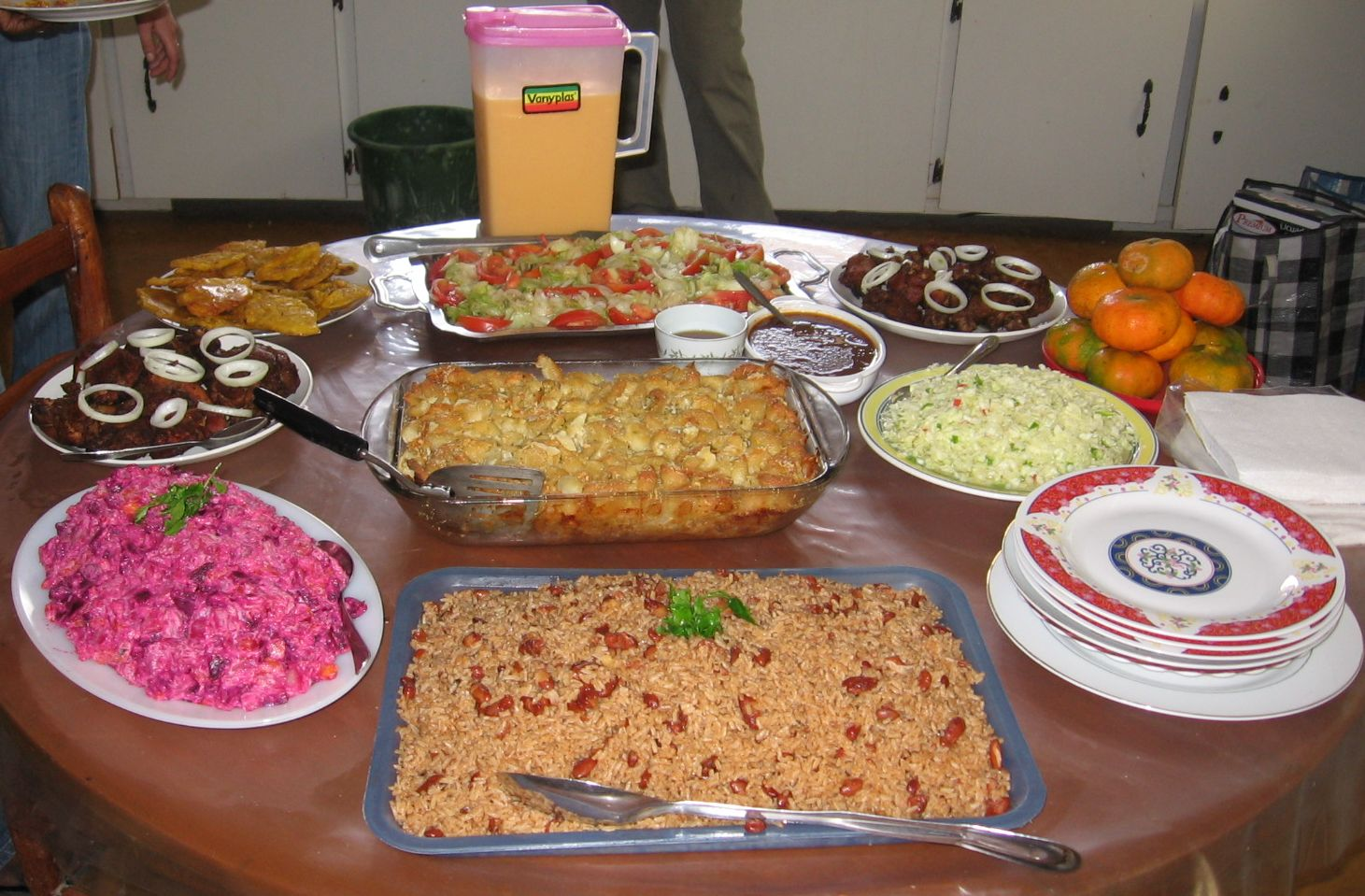
ディリ・アク・プワ（中央手前）

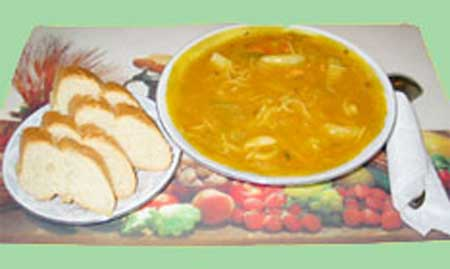
スープ・ジュームー

- ハイチコーヒー：ラム酒を数滴入れて飲むのが特徴。
- グリオッツ：豚肉のオレンジ煮込み。
- 米料理
  - ディリ・アク・プワ (diri ak pwa)：いんげん豆の炊き込みご飯
  - ディリ・アク・ジョンジョン (diri ak djon-djon)：ジョンジョンの炊き込みご飯
- スープ・ジュームー　(soup joumou)：カボチャと牛肉のスープ。伝統的に新年に食べる。
- マイ・ムーラン (mayi moulen)：コーンミールの粥
- キビ（kibi）：クスクスと牛挽肉、松の実、コショウを混ぜ合わせて耐熱皿に入れ、オーブンで焼いたもの。レバノン料理キッビ・ビッセイニイイ（كبة بالصينية）のハイチ版。レバノン系ハイチ人はブルグールとラムの挽肉を用いる。
- メシー（mechie）：ロールキャベツ。
- バンナン・ペゼ（bannann peze）：輪切りにしたプランタンの揚げ物。スペイン語圏のトストーネスと同じ。
- ピクリーズ（pikliz）：ピーマン・ブークをキャベツ、ニンジン、タマネギ、グリーンピース、香辛料と一緒に酢漬けにしたもの。ピクリーズの酢や酢漬けになった野菜を料理の風味づけに用いる他、卓上調味料とする。
- ソース・ベシャメル（sos béchamel）：ベシャメルソース
- ベニェ（benye）：バナナのフリッター
- ディリ・オレ（diri ole）：ライスプディング
- ゴドリン（godrin）：パイナップルの皮を発酵させた飲料
- シトロナード（sitronad）：レモネード
- ハイチアン・スパゲッティ（Haitian spaghetti）：ケチャップと野菜ペースト（エピス（英語版））をベースにした朝食用のスパゲッティ。

## 日本の主なハイチ料理レストラン
- カフェハイチ - 1974年創業